# Sławograd
Sławograd (biał. Слаўгарад, Słauharad; ros. Славгород, Sławgorod) – miasto na Białorusi, w obwodzie mohylewskim, centrum administracyjne rejonu sławogradzkiego. 7,9 tys. mieszkańców (2010). Do 1945 pod nazwą Propojsk.

## Historia
Miasto królewskie położone było w końcu XVIII wieku w starostwie niegrodowym propojskim w powiecie rzeczyckim województwa mińskiego Wielkiego Księstwa Litewskiego.
W mieście znajdują się zabytki: cerkiew Narodzenia Bogurodzicy z XVIII w. i dawny urząd pocztowy z XIX w.
Podczas okupacji hitlerowskiej, w sierpniu 1941 roku Niemcy utworzyli getto dla żydowskich mieszkańców. Przebywało w nim około 1000 osób. 28 listopada 1941 roku Niemcy zlikwidowali getto, a Żydów zamordowali. 
W mieście w 1953 roku urodził się Alaksandr Antonienka – białoruski parlamentarzysta.

## Galeria

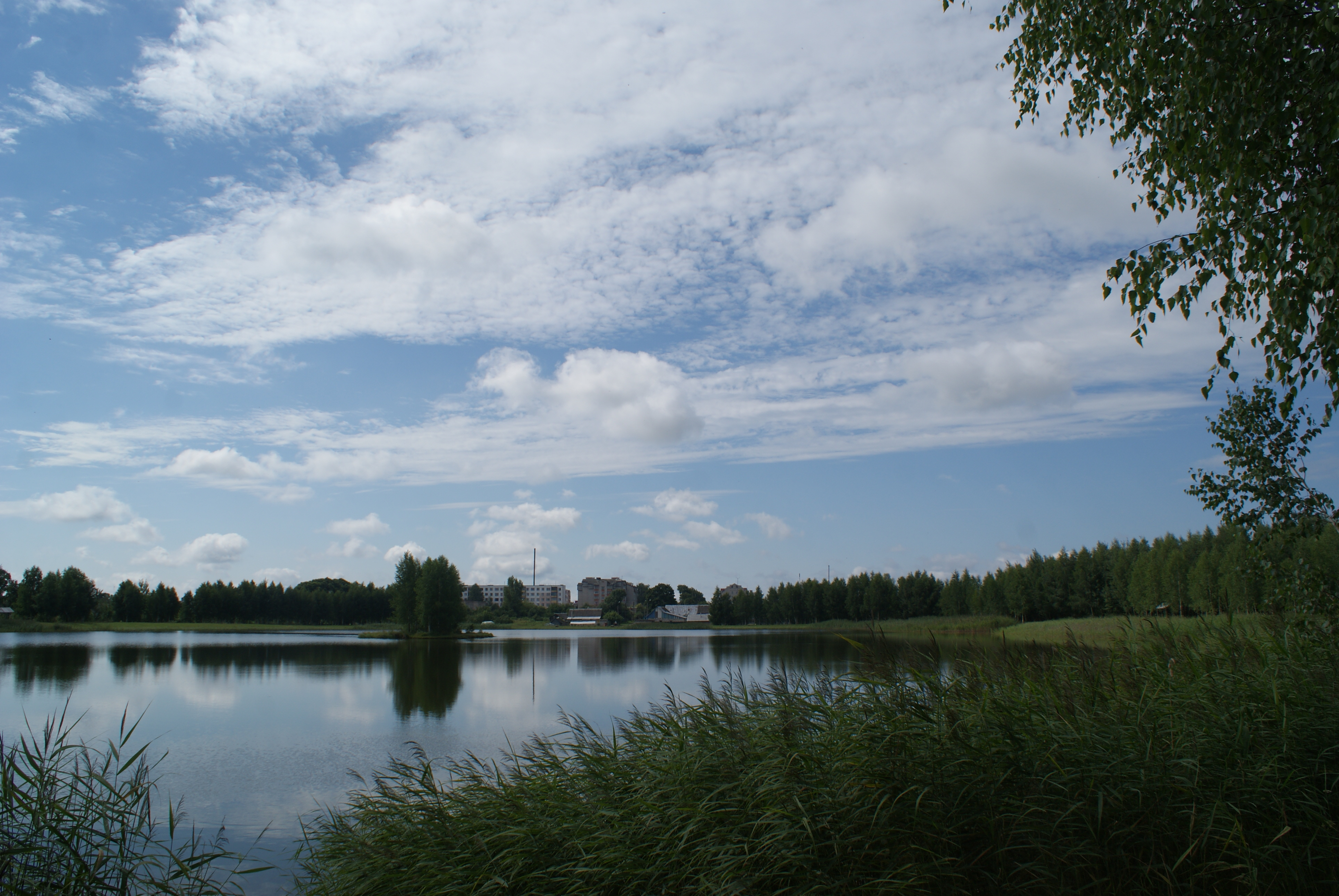
Jezioro
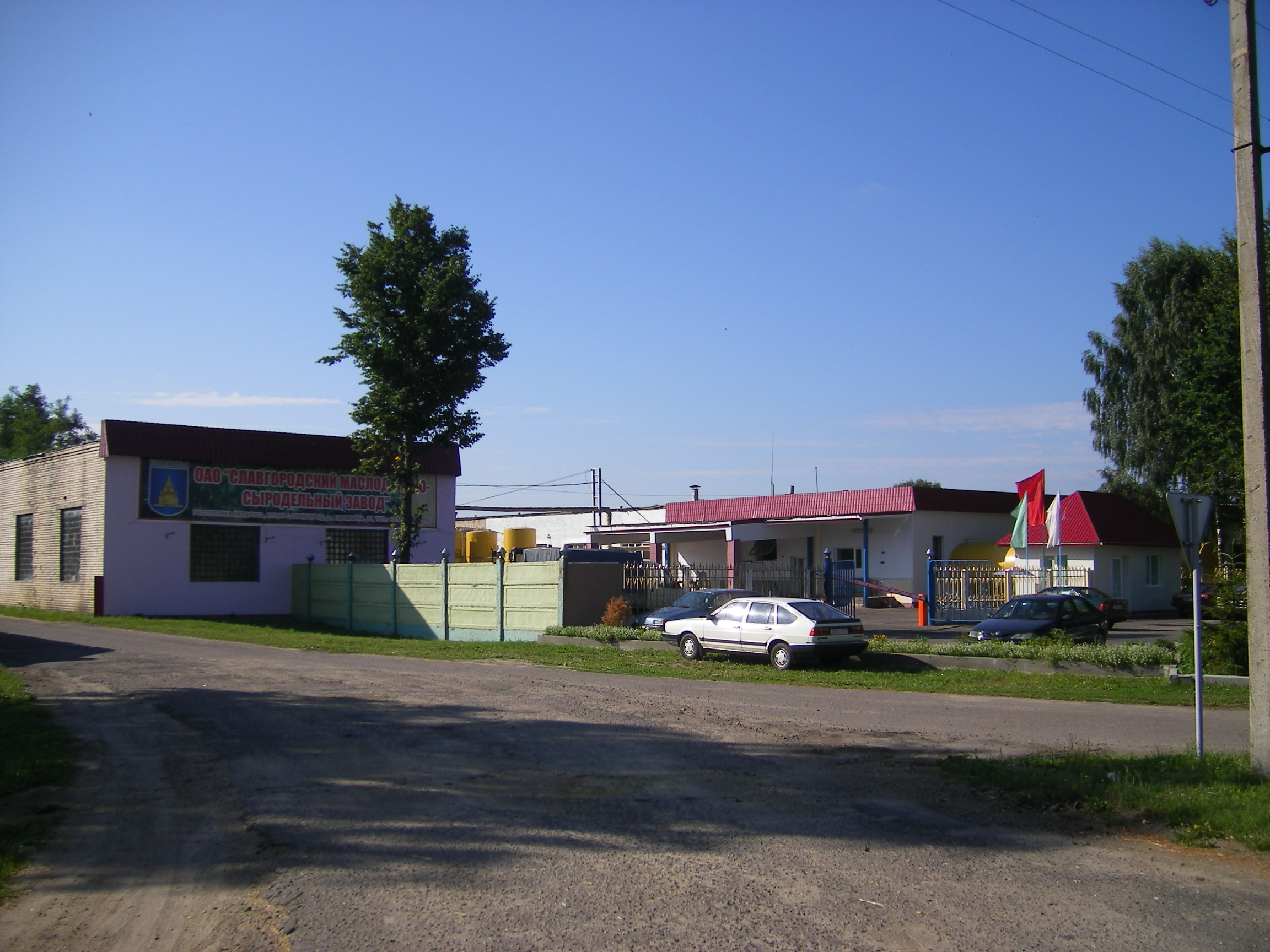
Fabryka serów
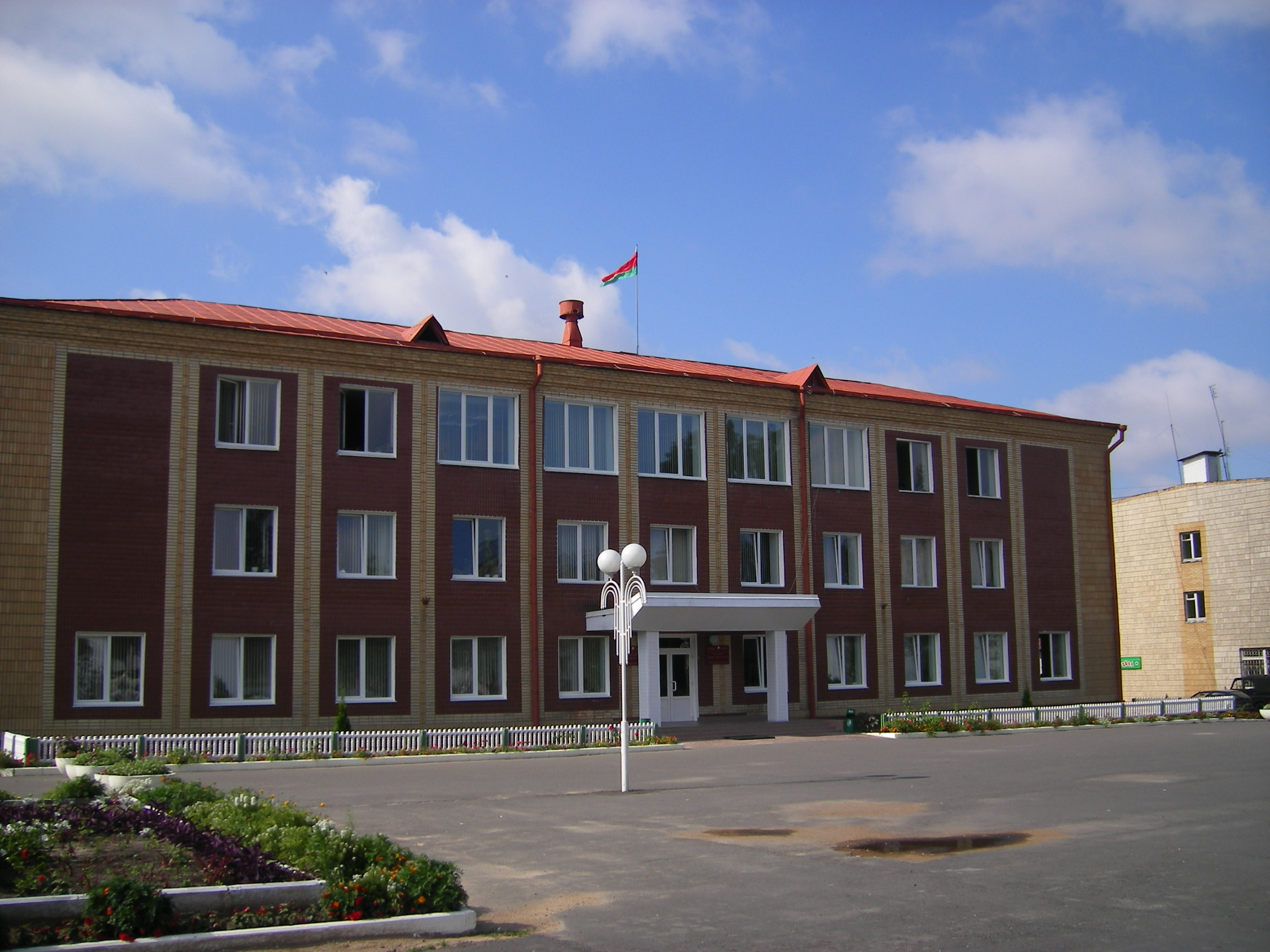
Budynek administracji rejonu
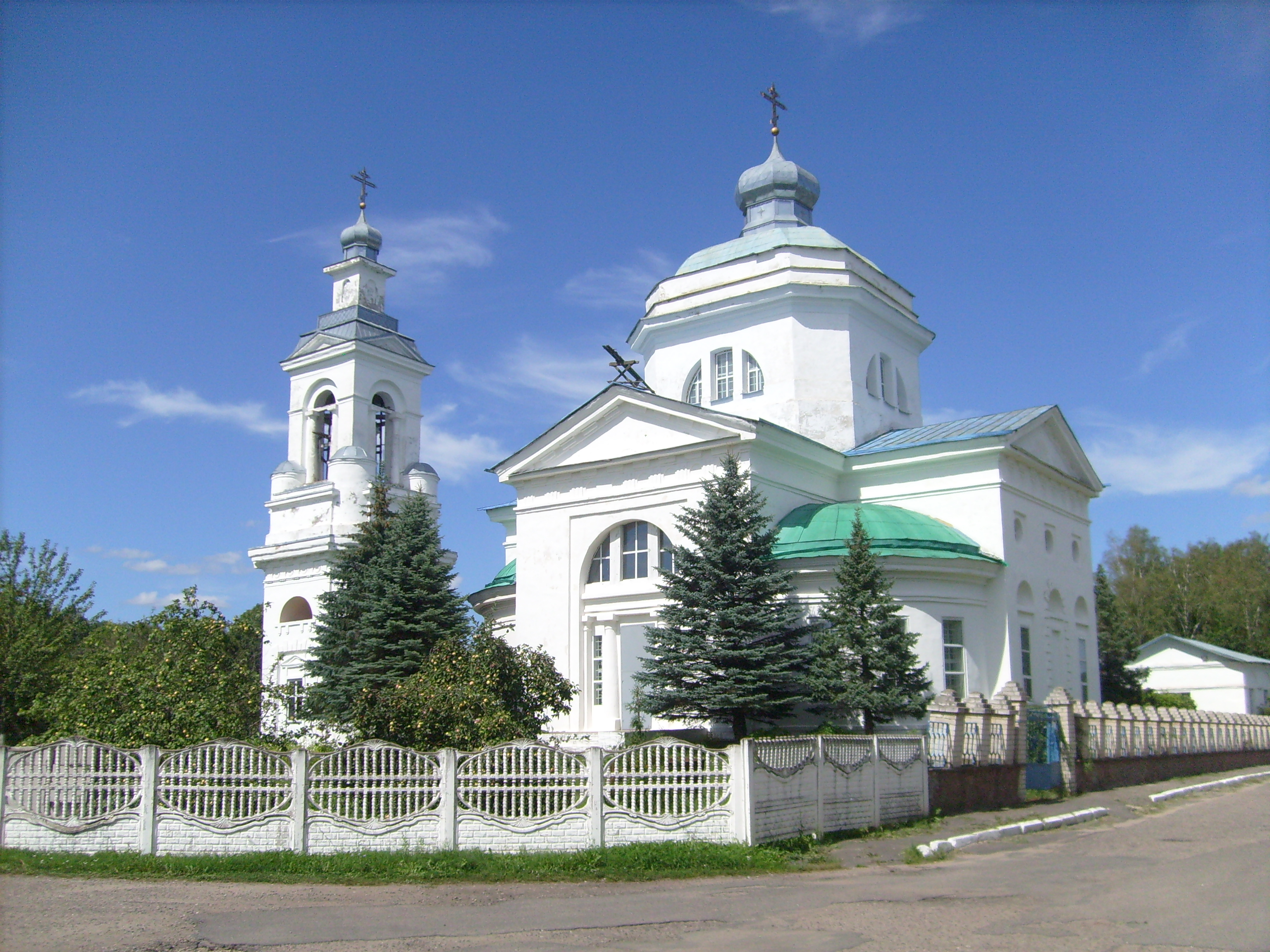
Cerkiew Narodzenia Bogurodzicy
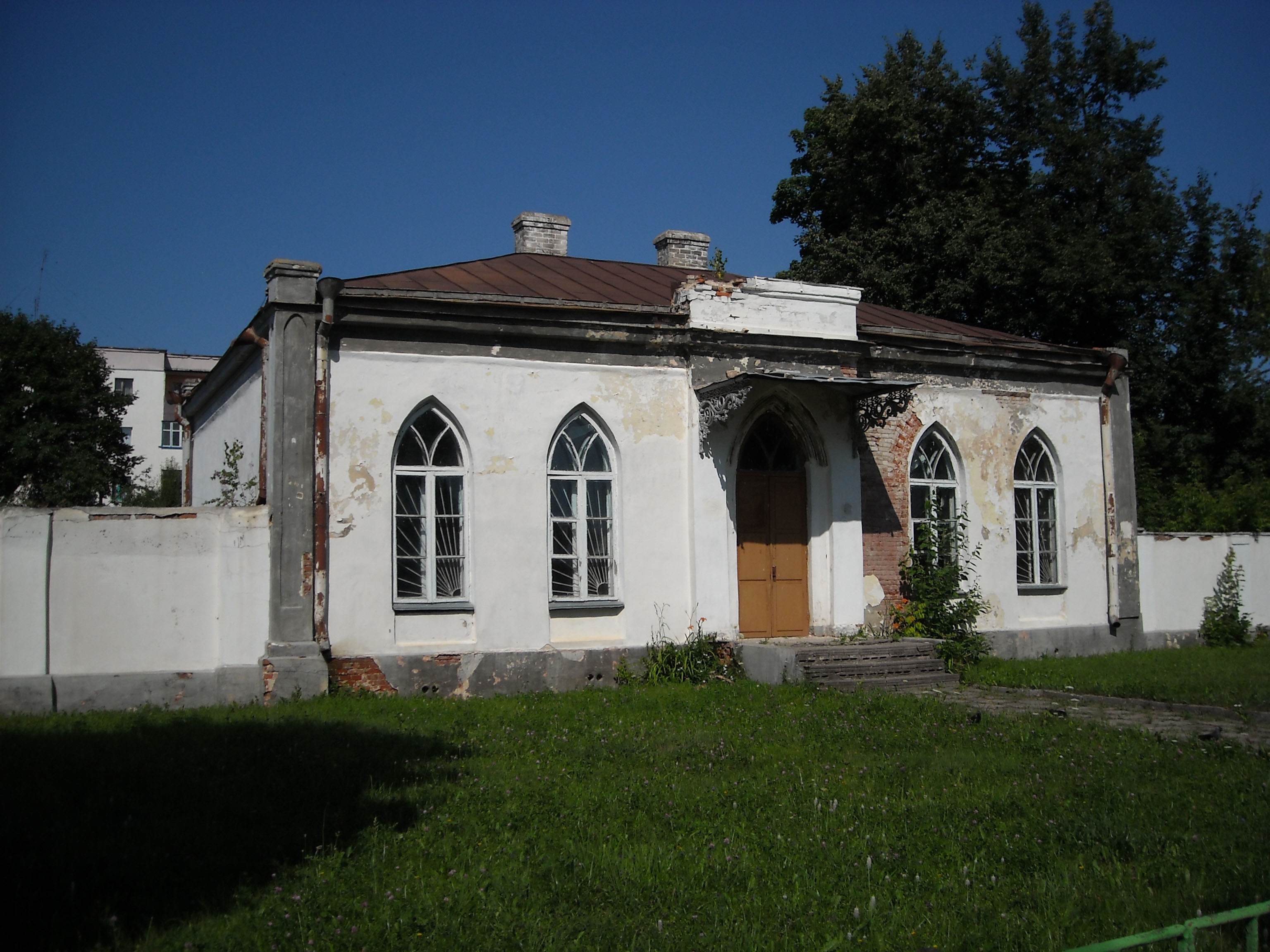
Dawny urząd pocztowy